# ヒェロニム・ヴィンツェンティ・ラジヴィウ
ヒェロニム・ヴィンツェンティ・ラジヴィウ（Hieronim Wincenty Radziwiłł, 1759年5月11日 - 1786年9月18日）は、ポーランド・リトアニア共和国の大貴族、公（帝国諸侯）。

## 生涯
リトアニアの大貴族ラジヴィウ家の当主ミハウ・カジミェシュ・ラジヴィウ公の息子で、カロル・スタニスワフ・ラジヴィウの異母弟にあたる。リトアニア侍従長、ミンスクの代官を務めた。白鷲勲章、聖フーベルトゥス勲章を受けた。1775年12月31日にレーゲンスブルクにおいて、ドイツのトゥルン・ウント・タクシス侯カール・アンゼルムの娘ゾフィー・フリーデリケ（1758年 - 1800年）と結婚し、間に一人息子のドミニク・ヒェロニム・ラジヴィウ（1786年 - 1813年）をもうけた。